# Referendum w Terytorium Północnym w 1998 roku
Referendum w Terytorium Północnym w 1998 roku odbyło się w sobotę, 3 października i dotyczyło wyrażenia zgody na przekształcenie Terytorium Północnego z terytorium federalnego w siódmy stan Australii. Referendum zakończyło się wygraną zwolenników pozostania Terytorium przy dotychczasowym statusie, choć niewielką przewagą głosów.

## Znaczenie referendum
W 1911 Terytorium Północne zostało wyłączone spod jurysdykcji któregokolwiek ze stanów Australii i podporządkowane bezpośrednio władzom federalnym. W 1978 uzyskało ono autonomię, która zbliżyła zakres jego samodzielności do stanów, ale nie zrównała go z nimi w pełni. Najważniejszą różnicą jest to, iż prawodawstwo stanowe nie może być uchylane przez Parlament Australii, a jedynie przez sądy, a i to wyłącznie w przypadkach przewidzianych w konstytucji federalnej. Tymczasem prawo terytorialne Terytorium Północnego może być uchylane przez władze federalne w znacznie bardziej swobodny sposób. Przekształcenie Terytorium w stan zlikwidowałoby tę nierówność.

## Wyniki
| opcja | liczba głosów | % głosów |
| ----- | ------------- | -------- |
| TAK   | 44 702        | 48,1     |
| NIE   | 48 341        | 51,9     |

## Czynniki wpływające na wynik
Wśród powodów, dla których referendum zakończyło się porażką zwolenników zmiany statusu wymieniano dwa zasadnicze powody. Po pierwsze, w oczach znacznej części wyborców stało się ono plebiscytem nad osobą bardzo niepopularnego wówczas szefa ministrów Terytorium, Shane’a Stone’a. Pewna część elektoratu zagłosowała na „Nie” z powodu swojej niechęci do Stone’a, będącego liderem kampanii na „Tak”, nie zaś z powodów odnoszących się do meritum głosowania. Po drugie, władze federalne zaproponowały, aby nowy stan posiadał trzy miejsca w Senacie Australii, gdy tymczasem sześć dotychczasowych stanów ma po 12 miejsc. Dla części wyborców w Terytorium takie warunki były nie do przyjęcia. Z drugiej strony argumentowano, że gdyby Terytorium otrzymało tyle samo miejsc, co np. Nowa Południowa Walia, to jeden senator w tym stanie przypadałby na ok. 30 razy większą liczbę wyborców niż w Terytorium.